# Rapide Oued Zem
Rapide Club Oued Zem (arab. سريع وادي زم) – marokański klub piłkarski z siedzibą w Oued Zem. W sezonie 2020/2021 gra w GNF 1. 

## Opis
Klub został założony w 1926 roku. Jego najlepszym wynikiem w GNF 1 było 8. miejsce, a w pucharze kraju ćwierćfinał w 2019 roku. Ponadto zespół jeden raz wygrał GNF 2 – wydarzenie to nastąpiło w sezonie 2016/2017. Trenerem od 25 lutego 2021 roku jest Azzeddine Belkebir. Prezesem klubu jest Amine Nouara. Drużyna swoje mecze rozgrywa na Stade Municipal de Oued Zem, który może pomieścić 3000 widzów. 

## Sezony
| Sezon     | Liga         | M  | Z  | R  | P  | Br+ | Br- | Pkt | Pozycja | Źródło |
| --------- | ------------ | -- | -- | -- | -- | --- | --- | --- | ------- | ------ |
| 2015/2016 | GNFA 1 (III) | 30 | 19 | 4  | 7  | 41  | 23  | 61  | 1. (A)  | [ 7 ]  |
| 2016/2017 | GNF 2 (II)   | 30 | 13 | 11 | 6  | 35  | 22  | 50  | 1. (A)  | [ 8 ]  |
| 2017/2018 | GNF 1 (I)    | 30 | 10 | 7  | 13 | 27  | 31  | 37  | 10.     | [ 9 ]  |
| 2018/2019 | GNF 1 (I)    | 30 | 7  | 16 | 7  | 28  | 31  | 37  | 10.     | [ 10 ] |
| 2019/2020 | GNF 1 (I)    | 30 | 9  | 9  | 12 | 30  | 30  | 36  | 8.      | [ 11 ] |

## Piłkarze

### Obecny skład
Stan na 2 czerwca 2021
| Nr | Poz. | Piłkarz            |
| -- | ---- | ------------------ |
| 2  | OB   | Mohammed El Mejhed |
| 3  | OB   | Hamza Bouftini     |
| 4  | OB   | Hatim El Mouftahi  |
| 5  | OB   | Hamza Hajji        |
| 7  | NA   | Brahim El Bahri    |
| 8  | PO   | Soufian Echcharaf  |
| 9  | NA   | Ayoub Talib Rabbih |
| 10 | PO   | Hicham Massaki     |
| 11 | NA   | Bilal El Megri     |
| 12 | BR   | Hamza Ouzal        |
| 15 | NA   | Issam Boudali      |
| 17 | OB   | Saad Lagrou        |
| 19 | OB   | Mehdi Moufaddal    |
| 21 | NA   | Soufiane Hariss    |
| 22 | BR   | Moustapha El Ayadi |
| 23 | PO   | Hicham Nouali      |
| 24 | PO   | Nilmar Blé         |

| Nr | Poz. | Piłkarz                     |
| -- | ---- | --------------------------- |
| 25 | OB   | Abderrahim Khadou           |
| 29 | OB   | Mourad Hibour               |
| 31 | PO   | Karim Safsaf                |
| 33 | BR   | Mehdi Ouaya                 |
| 35 | OB   | Khalil Benhomes             |
| 37 | PO   | Aliou Chitou                |
| 45 | NA   | Imad Oumghar                |
| 51 | OB   | Marouane Louadni            |
| 55 | OB   | Issam Benbouabdellah        |
| 66 | PO   | Mohamed Rouhi               |
| 70 | NA   | Anouar Benchaoui            |
| 77 | NA   | Hicham Marchad              |
| 88 | PO   | Khalid Tahiri               |
| 90 | NA   | Jean-Baptiste Nangui Mockey |
| 93 | NA   | Ibrahima Sangaré            |
| 99 | NA   | Maati Tamaiazou             |
|    | NA   | Younes Mahidara             |

### Reprezentanci kraju grający w klubie
Stan na 2 czerwca 2021
| - Rachid Soulaimani - Naoufel Zerhouni - Samir Zekroumi - Mohamed Berrabeh - Mohamed Askari - Brahim El Bahri | - William Togui - Nilmar Blé - Abdoulaye Diarra - Mamadou Sidibé - El-Mutasem Abushnaf - Aliou Chitou |